# Горан Милевски
Горан Милевски (на македонска литературна норма: Горан Милевски) е политик, министър на местното самоуправление на Северна Македония през 2019-2022 г.

## Биография
Роден е през 1978 г. в Битоля. През 1995 г. става член на Либерално-демократическата партия на Република Македония. През 1997 г. завършва СОЕУ „Яне Сандански“ в родния му град. През 2004 г. завършва международна икономика в Икономическия факултет в Прилеп. През 2017 г. завършва магистратура по бизнес администрация в същия факултет. 
От 2005 до 2009 г. е общински съветник в Битоля от листата на ЛДП. От 2009 до 2013 г. отново е общински съветник като част от коалиционна листа. През 2012 г. получава диплома за директор на средно училище. В периода 2004 – 2014 г. е учител по икономически предмети в СОЕУ „Яне Сандански“. Депутат в парламента на Република Македония от 2014 до 2019 г. През 2015 г. става председател на Либерално-демократическата партия. От 26 юни 2019 г. е министър на местното самоуправление.
През юни и юли 2022 г. Милевски участва в антибългарски кампании като противник на  френското председателство на ЕС Северна Македония да започне преговори за членство. Въпреки това двамата депутати от ЛДП  Моника Зайкова и Боби Мойсоски гласуват с мнозинството около СДСМ за приемане на предложението.
На 20 септември 2022 г. Милевски подава оставка от правителството по "лични причини" , а в края на годината е обявено, че той се изпраща за посланик на страната в Словения.
Горан Милевски подава оставка и от поста предстедател на ЛДП. Партиен конгрес на 20 ноември 2022 г. за негов наследник депутатката Моника Зайкова.